# Mali zovoj
Mali zovoj (lat. Puffinus puffinus) je obalna i otočna vrsta zovoja, ptice iz porodice Procellariidae, roda Puffinus. Omiljena staništa vrste su udubine u stijenama, kakvih je mnogo na zapadu Britanije i u priobalju Sredozemnog mora. Ime nosi s pravom, jer se prilično razlikuje od većih zovoja – poglavito su razlike uočljive kad se pažljivije zagledamo u boje perja i način letenja. Pomorci ga mogu vidjeti u većim jatima, ali izdaleka jer ne slijedi brodove. Dug je 30-38 cm, a ima raspon krila 76-89 cm. Teška je 375-500 grama. Hrani se uglavnom manjim ribama i lignjama. Dugovječan je. Okvirna populacija vrste je 1 100 000 - 1 200 000 jedinki. 

## Razmnožavanje
Ne provodi nikako vrijeme na kopnu, osim za vrijeme sezone gniježdenja. Ova ptica se prvi put gnijezdi s pet godina. Postavlja samo jedno jaje. Veličina jajeta je uglavnom dimenzija 61 x 42 mm. Teško je 57 grama, a 7 %težine iznosi ljuska jajeta. Iz jajeta se za 47-55 dana izlegne ptić, a odlazi od roditelja i dobiva perje za 62-76 dana. Prosječan životni vijek malog zovoja je 15 godina, a najveći je 49 godina i 11 mjeseci.

## Vanjske poveznice
|  | Zajednički poslužitelj ima stranicu o temi Puffinus puffinus    |
|  | Zajednički poslužitelj ima još gradiva o temi Puffinus puffinus |
|  | Wikivrste imaju podatke o taksonu Puffinus puffinus             |